# Papež Urban III.
Papež Urban III. (rojen kot Uberto Crivelli), papež katoliške Cerkve, * okrog 1120, Cuggiono (Milano, Lombardija, Sveto rimsko cesarstvo; † 20. oktober 1187 Ferrara (Emilija-Romanja, Sveto rimsko cesarstvo).

## Življenjepis

### Mladost in vzpon
Uberto Crivelli se je rodil v prvi polovici 12. stoletja v uspešni milanski aristokratski družini. Kot Gualov sin je imel vsaj štiri brate: Petra, Dominika, Pastorja in Guala, ki so bili vsi bogati veleposestniki. Pripadajoč cehu valvassorjev so se Crivellijevi uveljavili kot pomembni gospodarji že okrog 1000, nato so pa hitro bogateli. 1117 je bil Ugo Crivelli konzul; v letih spora s Friderikom Rdečebradcem so bili med njegovimi najvnetejšimi nasprotniki, saj je Arialdo Crivelli kot konzul 1167 vodil obnovo mesta, ki ga je 1162 razrušil nemški samodržec; takrat je pomoril, pohabil ali izgnal več njegovih sorodnikov, česar mu Hubert ni nikoli pozabil; skupaj s preživelimi sorodniki je tedaj pobegnil v Francijo k papežu Aleksandru III., ki se je tjakaj umaknil istega leta. Vstopil je v kapitelj mesta Bourges in postal arhidiakon. V Franciji se je povezal s pomembnimi osebnosti, kot je bil npr. Tomaž Becket, ter se z njimi dopisoval, - ter se zbližal s papežem v proticesarski drži. 

Po obnovi mesta se je vrnil v Milano, kjer je postal arhidiakon stolnega kapitlja ter pomagal nadškofu Galdinu pri odstranjevanju duhovnikov vdanih Frideriku, s katerim pa so se odnosi poboljšali po bitki pri Legnanu 29. maja 1176, kjer je zmagala Lombardska zveza pod simboličnim papeževim vodstvom; njej je sledil Beneški mir maja 1177; ta povezava je postajala vse trdnejša tudi z izvolitvijo sporazumnega kandidata v septembru 1181, Lucija – na veliko nejevoljo Lombardijcev in papeške kurije. Septembra naslednje leto je Hubert postal kardinal pri San Lorenzo in Damaso ter nuncij v Lombardiji; obenem je postal škof v Vercelliju, a 1185 milanski nadškof. 

## Papež
Huberta Crivellija, milanskega nadškofa, so za papeža izvolili 25. novembra 1185 v Veroni zbrani kardinali takoj po smrti Lucija III. – še istega dne. Ta naglica je bila verjetno posledica bojazni pred morebitnim cesarskim vpletanjem. Tudi kot papež je zase zadržal milansko nadškofijo in ohranil svoje prejšnje ime.  Zaradi nemirov, ki so razsajali v Rimu, pa tudi zaradi navzočnosti cesarske vojske in njenih zaveznikov na vseh glavnih poteh - je ves čas svojega pontifikata bival v Veroni. Kot hud nasprotnik cesarja Friderika si je močno prizadeval, da bi nemške Hohenstaufovce izrinil iz Italije in si pridobil naklonjenost nemškega episkopata; nekaj nemških škofov je sicer držalo s papežem, večino pa je vendarle cesar z obljubami in grožnjami premamil na svojo stran.

### Hud spor s cesarjem
Urban je torej prejel od svojega prednika Lucija kot dediščino spor s cesarjem Friderikom. Ta je bila obremenjena še z osebno zamero zaradi napada na Milano 1162.

Očitno je, da se je spor začel kazati že avgusta 1185, ko je Friderik začel svoj pohod v Severno Italijo in zasedel vse alpske prelaze; tako je pretrgal stike med papežem in nemšimi škofi.

Sovražnosti so se stopnjevale z zaroko cesarjevega sina Henrika z dedinjo sicilskega kraljestva Konstanco. Friderik je želel, da bi papež kronal za cesarja njegovega sina Henrika in ga poročil s hčerko sicilskega kralja Konstanco ; vendar je Urban to odklonil. Bal se je namreč in sicer ne brez razloga, da bi z združitvijo sicilskega kraljestva s Svetorimskim cesarstvom Papeška država postala njegov lahek plen. Cesarjevega sina je pa s Konstanco vseeno poročil in okronal z železno langobardsko krono oglejski patriarh Gotfrid  v Milanski stolnici 4. januarja 1186. S tem je postal cesar Nemčije, kralj Sicilije in Apulije. Pravica kronanja bi po običaju morala pripasti Urbanu kot milanskemu nadškofu; zato je odgovoril z izobčenjem oglejskega pratriarha in vseh pri poroki navzočih škofov.

Poroka, ki so jo praznovali v navzočnosti nepregledne množice komaj šest tednov po Urbanovem nastopu službe, je predstavljala za papeža izziv in obenem najhujši poraz papeštva, ki je imel daljnosežne posledice. Z njo je bila naenkrat uničena vsa politična zgradba, ki so jo tako skrbno gradili papeži v enajstem in dvanajstem stoletju, da bi se namreč v Italiji lahko pomerili s cesarsko močjo in zagotovili neodvisnost Papeške države, ki se je zdaj zagozdila v primež cesarskega premoženja.«   
Do odkritega spopada med njima pa je prišlo ob imenovanju škofa v Trieru: cesar je že določil svojega kandidata, stolnega prošta Rudolfa, papež pa je za škofa posvetil arhidiakona Volkmarja. Po Friderikovem naročilu  je njegov sin Henrik VI. tedaj z vojsko udaril v Italijo in zavzel Cerkveno državo, Friderik pa je oblegal Verono. Zaradi tolikega nasilja je nameraval papež cesarja izobčiti; ker se Veronci s tem niso strinjali, se je nameraval preseliti v Rim. Začela so se pogajanja, vendar sklenitve miru Urban III. ni dočakal. V Benetkah se je vkrcal v barko, ki ga je pa pripeljala le do Ferrare, kjer je hudo zbolel.   

### Dela
- Papež Urban je uspešno posredoval v sporu med  Anglijo in Francijo. 23. junija 1187 so njegovi odposlanci po grožnji z izobčenjem uspešno preprečili bitko med vojskama sovražnih kraljev pri Chȃteaurouxu ter dosegli dvoletni mirovni sporazum.
- Podelil je obilne privilegije malteškim vitezom (Knights Hospitallers), ki so vsebovani v P.L. CCII. [8]
- Zelo pomembna je bila posvetitev novega krakovskega nadškofa Fulka (1187-1207), ki je dokončala dolgotrajno nemirno obdobje sedisvakance na Poljskem.[12]
- »Documenta Catholica Omnia« (v latinščini). Pridobljeno 6. decembra 2011.

### Urban III. in Slovenci
Piranskim faranom je 31. januarja 1186 ukazal, naj »brez vsake zvijače« svojemu župniku Odalriku oddajajo določene dajatve. Duhovščini in ljudstvu v Kopru je 12. septembra 1186 pisal, da jih je »pred kratkim razveselil s škofijsko stolico ter jim poslal izvoljenega škofa«. 

## Smrt in spomin

### Smrt
Urban III. se je ravno pripravljal, da bi izobčil cesarja Friderika Barbarossa, ko je med potovanjem z barko hudo zbolel in nenadne smrti umrl 20. oktobra 1187 v Ferrari. Pokopan je v tamkajšnji stolnici.  Po izročilu je ravno še zvedel, da je sultan Saladin 3. oktobra 1187 osvojil Jeruzalem. To ga je baje tako potrlo, da mu je od žalosti počilo srce. Drugi zgodovinarji menijo, da novica o porazu križarjev pri Hatinu 4. julija in muslimanskem zavzetju Jeruzalema do njegove smrti sploh še ni prispela v Italijo.

Njegovo grobnico – »čeden sarkofag, ki počiva na štirih stebrih« (Gregorovius) – še vedno lahko vidimo v Ferarski stolnici.  

### Sus in cribro
Malahijeva prerokba pravi o njem, da je Svinja v situ (latinsko Sus in cribro; angleško Pig in a sieve). Temu sledi razlaga, da je Milančan iz družine Cribella (Crivelli), ki nosi svinjo v svojem grbu. (latinsko Mediolanensis, familia cribella, quæ Suem pro armis gerit.; angleško A Milanese, of the Cribella (Crivelli) family, which bears a pig for arms.). Rodbinsko ime Urbana III. Crivelli pomeni v italijanščini crivello - slovensko "sito"; njegov grb vključuje sito in svinji. 

V svojem papeškem grbu pa je ohranil le sito.